# Walter Suter (Diplomat)
Walter P. Suter (* 10. März 1943 in Zürich; † 7. Juni 2021 in Bern; heimatberechtigt in Seon) war ein Schweizer Diplomat. Von 2003 bis 2007 war er Botschafter der Schweiz in Venezuela.

## Leben
Suter trat am 1. Oktober 1964 in den diplomatischen Dienst ein und absolvierte zunächst ein konsularisches Praktikum in Bern und Mailand. Weitere diplomatische Stationen waren Paris, Bejing, Buenos Aires, Montevideo, Santiago de Chile, Madrid und Palma de Mallorca. Ab 1979 war er als Vizekonsul in Bombay tätig, bevor er im März 1981 in das Schweizer Konsulat in Freiburg im Breisgau wechselte. Ab 1985 bis 1989 war er als Konsularischer Mitarbeiter im Eidgenössischen Departement für auswärtige Angelegenheiten (EDA) tätig. Vom September 1989 bis September 1995 war er in Asunción und von September 1995 bis August 1997 in Beirut als Geschäftsträger a. i. tätig. Im Jahr 1998 wurde er als Generalkonsul nach Vancouver entsandt und 1999 kehrte er als Leiter des Konsular- und Finanzinspektorats nach Bern zurück. Am 5. Juni 2003 erfolgte seine Ernennung zum Schweizer Botschafter in Venezuela.
Nach seiner Pensionierung verteidigte Suter die Bolivarische Revolution in Venezuela und das venezolanische Wahlsystem in den Schweizer Medien.
Suter war mehrere Jahre Präsident der Internationalen Sektion der Sozialdemokratischen Partei der Schweiz und leitete ab 2012 den Vorsitz des swissinfo.ch-Publikumsrats übernommen. Er war verheiratet.